# DigiCube
DigiCube Co., Ltd. (株式会社デジキューブ, Kabushiki-gaisha Dejikyūbu) était une entreprise japonaise qui fut établie en tant que filiale de Square Co. le 6 février 1996 à Tōkyō au Japon dans le but de commercialiser et distribuer les produits Square comme les jeux vidéo y compris les jouets, livres et albums. 

## Description
L'entreprise atteint son apogée en 1998, mais les années suivantes, les ventes baissent fortement. Malgré l'intégration dans Square Enix après la fusion de Square et Enix en 2003, DigiCube accumule une dette de près de 9,5 milliards de yens. DigiCube dépose le bilan et cesse ses activités pour cause de faillite, décidée par le tribunal du district de Tokyo le 26 novembre 2003.